# Fritz Cahn-Garnier
Fritz Cahn-Garnier (* 20. Juni 1889 in Mannheim; † 8. Juni 1949 ebenda) war ein deutscher Jurist jüdischer Herkunft und Politiker der SPD. Er war 1946 Finanzminister von Württemberg-Baden und von 1948 bis zu seinem Tod Oberbürgermeister von Mannheim.

## Leben
Er war der Sohn eines Arztes und nahm nach dem Abitur ein Studium der Rechtswissenschaften in Heidelberg, München, Berlin und Freiburg im Breisgau auf, welches er mit beiden juristischen Staatsexamen sowie 1913 mit der Promotion zum Dr. jur. beendete. Er trat anschließend in den Staatsdienst ein und wurde 1922 Stadtsyndikus von Mannheim. Neben der Arbeit im städtischen Dienst war er noch als Dozent der Sozialen Frauenschule tätig und bildete Sparkassenbeamte aus.
Nach der Machtübernahme der Nationalsozialisten wurde er am 15. März 1933 von einem Schlägertrupp in der Frauenschule aufgesucht und in „Schutzhaft“ genommen. Wenig später wurde er aus der Stadtverwaltung entlassen. Cahn-Garnier war daraufhin in einer Bürstenfabrik tätig. Nachdem seine Frau als Geisel für ihren Mann inhaftiert worden war, wurde er 1938 im Austausch inhaftiert und später zeitweilig im KZ Dachau interniert, das er jedoch unter strengen Schweigeauflagen wieder verlassen konnte. Gleichwohl hatte er sich in Dachau bereits schwere Erkrankungen zugezogen und war in Mannheim mit absolutem Berufsverbot belegt. Der Verschleppung ins KZ Theresienstadt entging er kurz vor Kriegsende dadurch, dass ihn eine Frau aus Heidelberg 44 Tage bis zum Einmarsch der Amerikaner bei sich versteckte.

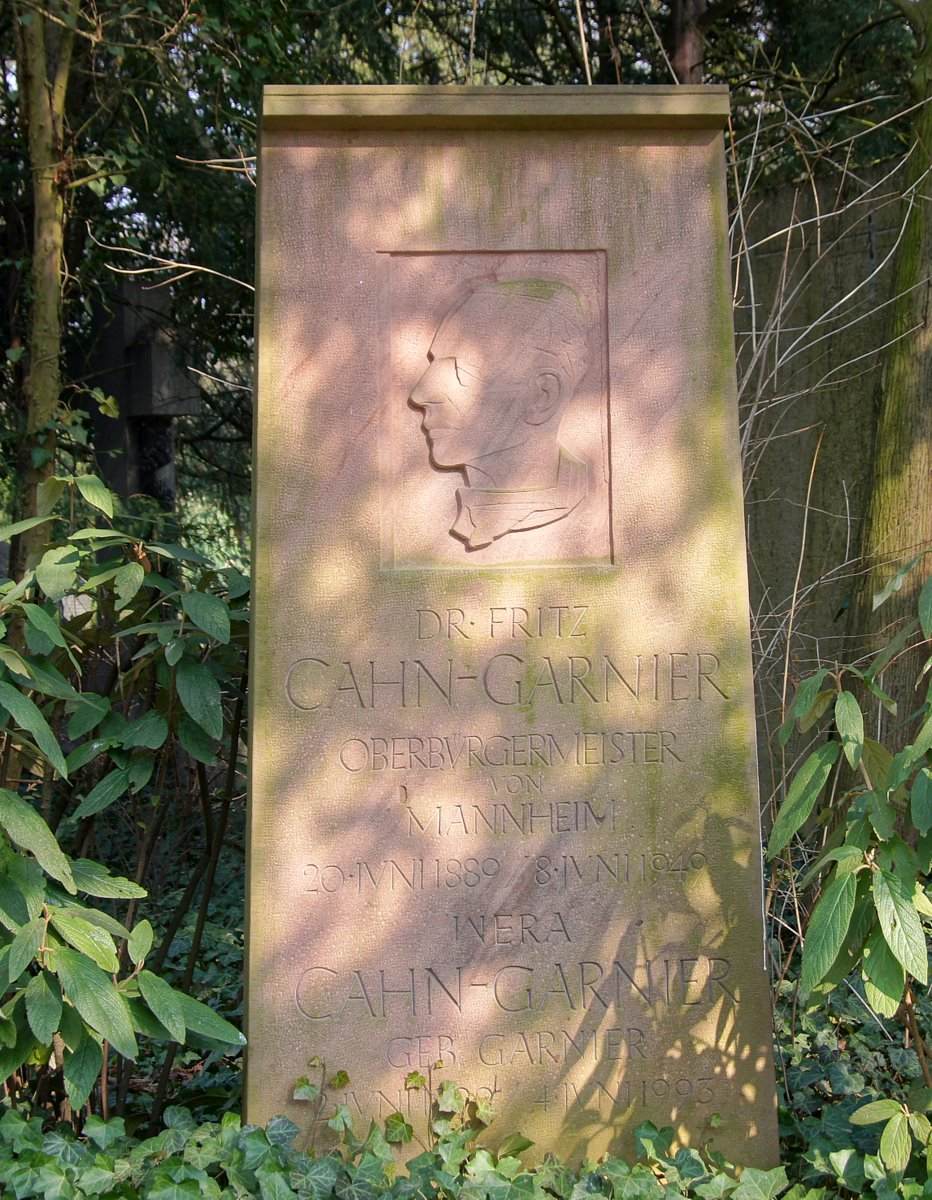
Grab Cahn-Garniers in Mannheim

Unmittelbar nach dem Zweiten Weltkrieg war er bis September 1945 erneut als Stadtsyndikus in Mannheim tätig. Dann wurde er zum badischen Landesdirektor der Finanzen in Karlsruhe ernannt und war vom 7. Januar bis zum 16. Dezember 1946 Finanzminister in der von Ministerpräsident Reinhold Maier geführten Regierung des Landes Württemberg-Baden. Außerdem gehörte er der 1946 von der amerikanischen Militärregierung eingesetzten Vorläufigen Volksvertretung an, der frei gewählten Verfassunggebenden Landesversammlung und danach dem ersten Landtag von Württemberg-Baden. Am 3. November 1947 legte er sein Landtagsmandat nieder.
Von 1947 bis 1949 war er Erster Vorsitzender der Landeszentralbank Württemberg-Baden und zugleich Mitglied des Wirtschaftsrates des Vereinigten Wirtschaftsgebietes. Von 1948 bis zu seinem Tod 1949 amtierte er als Oberbürgermeister der Stadt Mannheim. Er hatte die erste Direktwahl nach dem Zweiten Weltkrieg mit Unterstützung von KPD und DVP gegen den Amtsinhaber Josef Braun mit 56,6 Prozent gewonnen. Er starb 1949 an einem Herzanfall. Die Stadt Mannheim benannte 1959 das Cahn-Garnier-Ufer in der Oststadt nach ihm.  Auf seinem Grab auf dem Hauptfriedhof Mannheim ist eine rote Sandsteinstele des Bildhauers Edzard Hobbing mit Gesimsabschluss, darin ein Flachrelief mit Porträt des Toten.